# Augsburger Straße (métro de Berlin)
Augsburger Straße est une station de la ligne 3 du métro de Berlin. Elle est située 
sous la rue de Nuremberg, à l'intersection avec la rue d'Augsbourg dans le quartier de Charlottenburg, à Berlin en Allemagne.

## Situation sur le réseau

Plan du métro.

La station Augsburger Straße de la ligne 3 du métro de Berlin, est située entre la station Wittenbergplatz, en direction du terminus Warschauer Straße, et la station Spichernstraße, en direction du terminus Krumme Lanke.
Elle dispose de deux voies encadrées par deux quais latéraux.

## Histoire
La station est construite afin de compenser la distance devenue trop importante entre Wittenbergplatz et  Spichernstraße après la fermeture de la station Nürnberger Platz. Elle est mise en service le 8 mai 1961.

## Services aux voyageurs

### Accès et accueil
La station possède quatre bouches équipées d'escaliers et n'est pas accessible aux personnes à mobilité réduite.

### Desserte

Installations
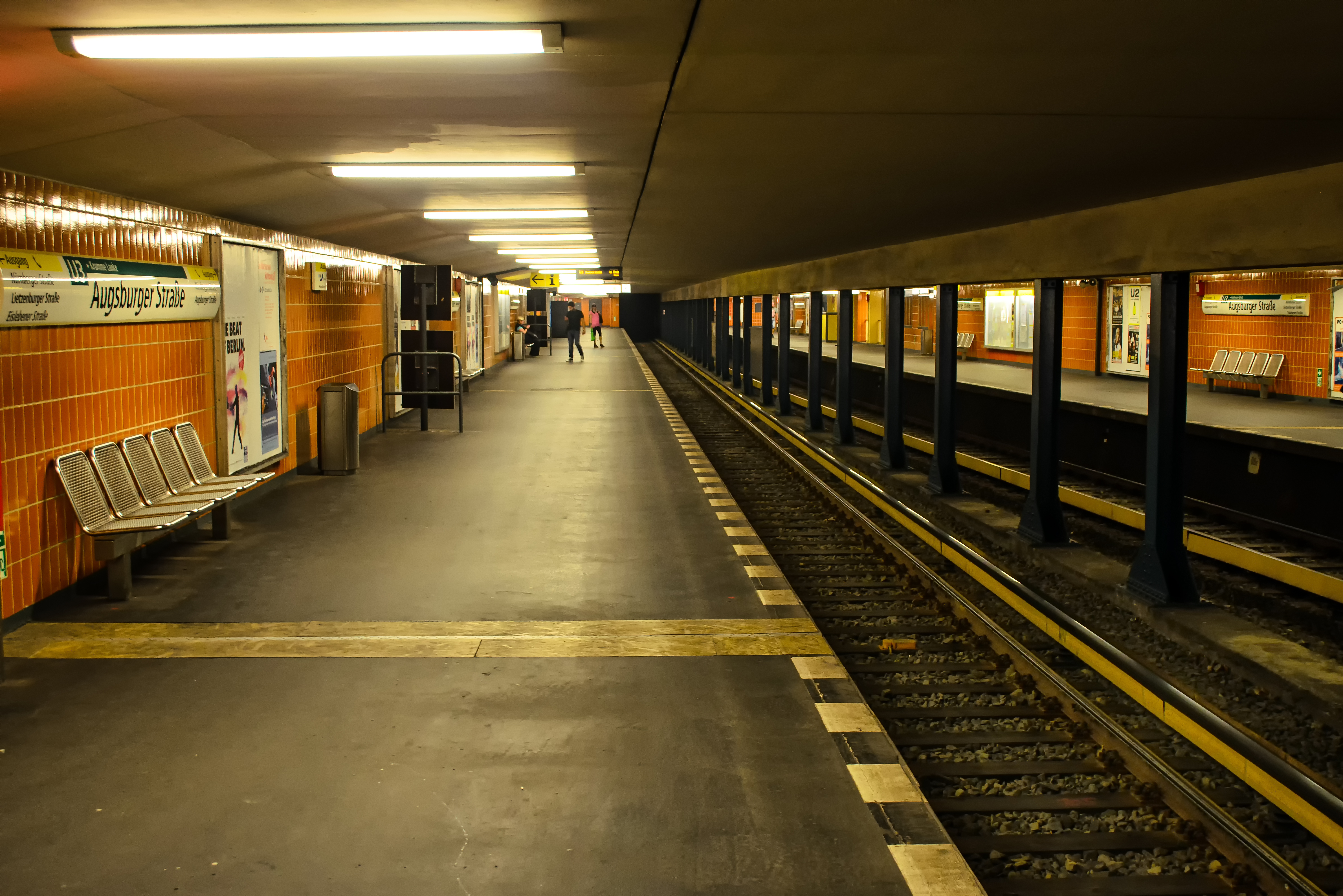
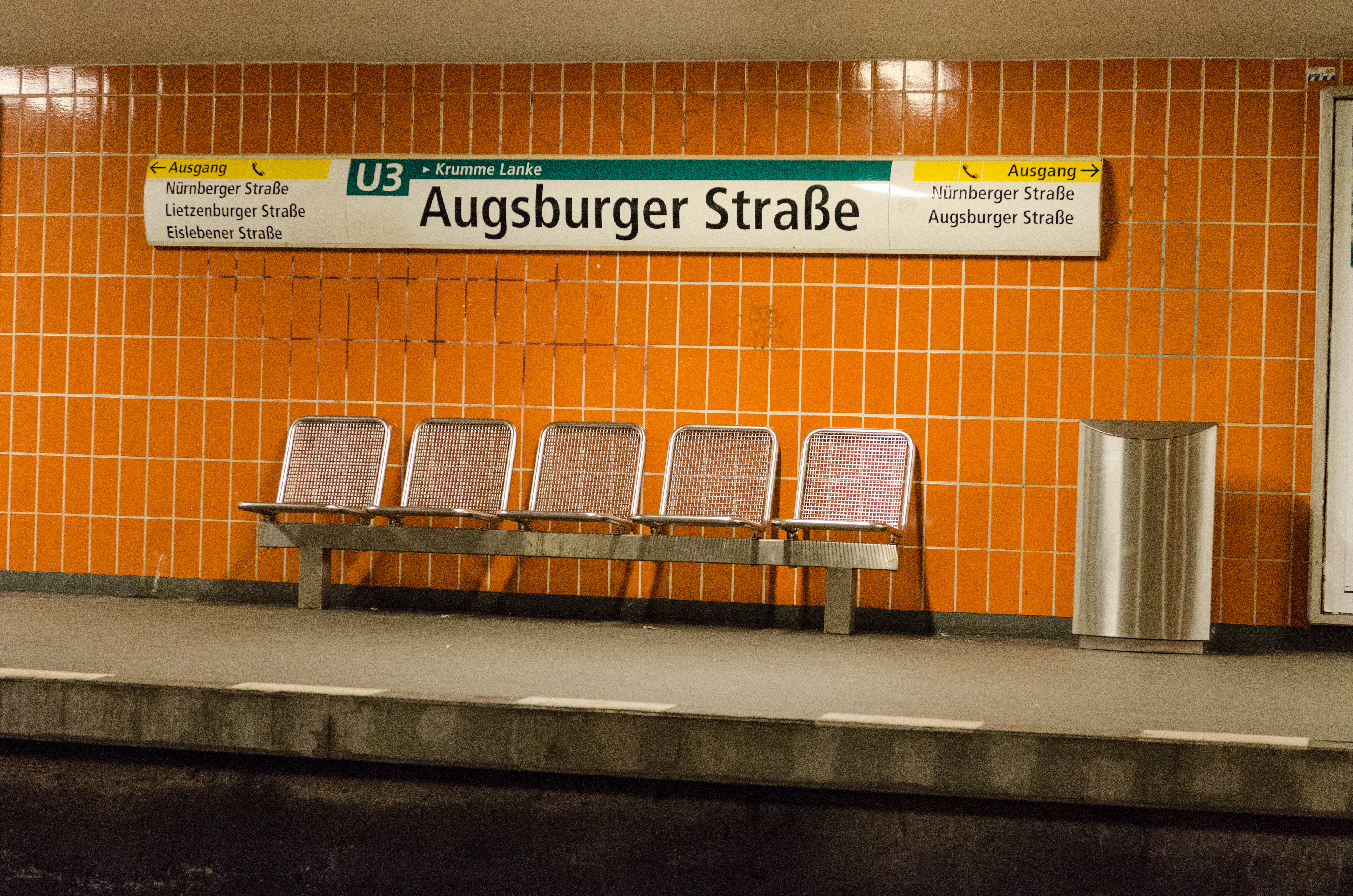
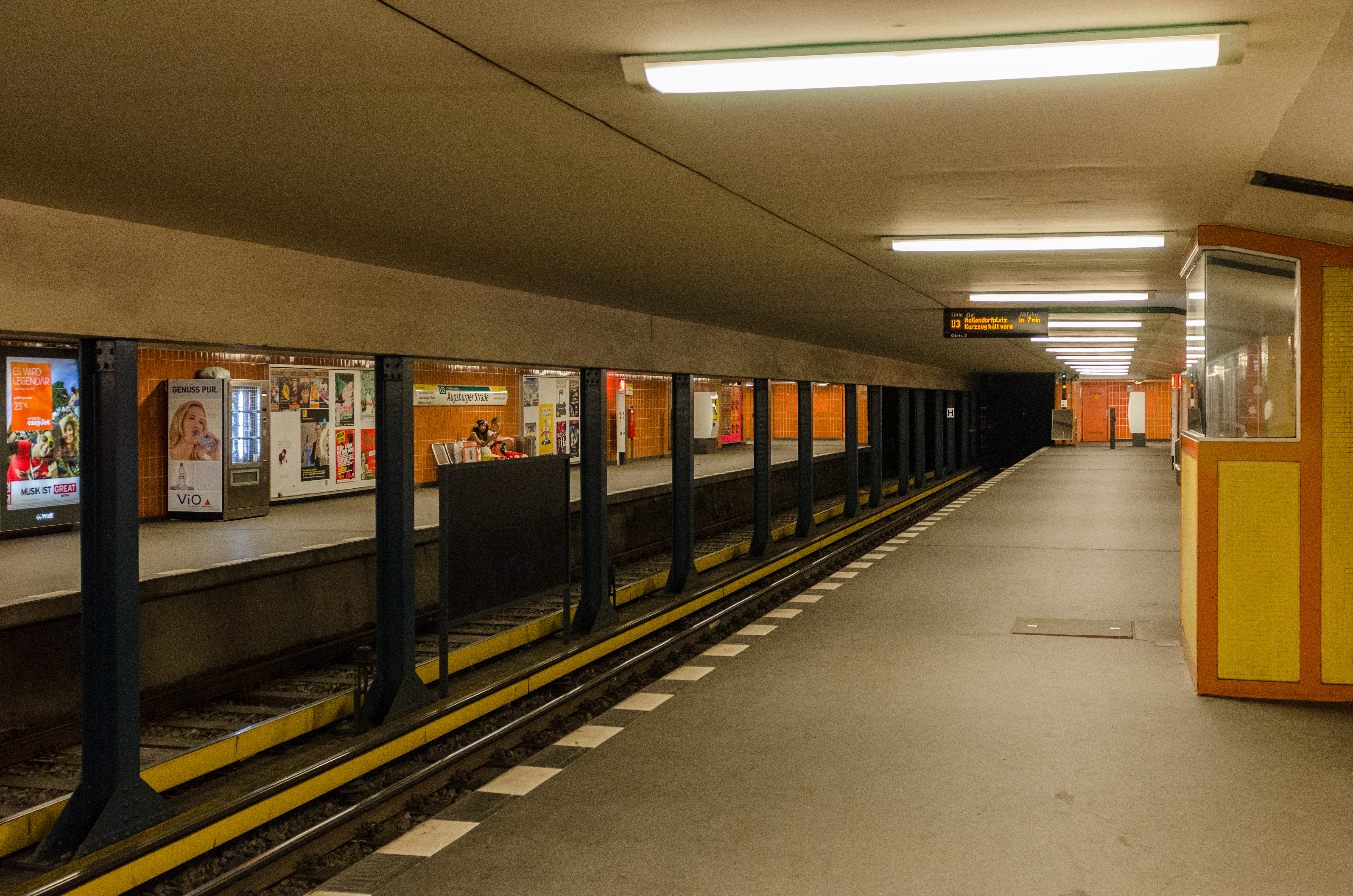

### Intermodalité
La station n'offre aucune correspondance avec les lignes de la BVG.